# Nowy Skazdub
Nowy Skazdub est un village de Pologne, situé dans la gmina de Bakałarzewo, dans le Powiat de Suwałki, dans la voïvodie de Podlachie.

## Source
- (en) Cet article est partiellement ou en totalité issu de l’article de Wikipédia en anglais intitulé « Nowy Skazdub » (voir la liste des auteurs).